# Diada de la Sardana
Diada de la Sardana és una festa que se celebra des del 1960 a Catalunya, organitzada per l'Obra del Ballet Popular per fomentar les ballades de sardanes i el sardanisme, és a dir, els valors identitaris, socials i culturals de la sardana. Els actes centrals tenen lloc a l'anomenada Ciutat Pubilla de la Sardana, diferent cada any. La celebració és de gran abast i origina activitats arreu del món, allà on un grup de catalans vol adherir-se a aquesta commemoració amb voluntat d'enaltir la sardana i que només té un element distintiu i unitari, que és la interpretació d'una mateixa composició.
Inicialment se celebrava el diumenge entre el 23 d'abril (Sant Jordi) i el 27 d'abril (Mare de Déu de Montserrat), sent posteriorment traslladada al diumenge anterior a la diada de Sant Joan.
El Missatge del Dia Universal de la Sardana, un compendi d'aplecs o, com va escriure Josep Mainar, L'Aplec dels Aplecs, que organitzava inicialment l'Obra del Ballet Popular i des del 20212 la Confederació Sardanista de Catalunya, és una comunicació pública, de sentit ideològic, sobre aquesta dansa, redactada per una personalitat destacada en l'àmbit literari, científic, cultural o polític. Aquestes comunicacions, que hom va decidir anomenar Missatges, es pronuncien a la Ciutat Pubilla.
Aquests Missatges es varen iniciar el 24 d'abril de l'any 1960, a Girona. De llavors ençà, any rere any, s'han anat elaborant nous Missatges que han estat acollits amb emoció pel món sardanista, alguns dels quals han merescut una destacada repercussió pel seu contingut i pel personatge que l'ha emès.
Els Missatges donen fe de l'alta consideració que mereix la nostra dansa. Personalitats dels camps més diversos, nacionals o foranes, s'han manifestat amb elogi: Albert Schweitzer, Premi Nobel de la Pau de 1953, en el Missatge que adreçava als dansaires el 1962, els saludava així: Teniu tota la raó de conservar el vostre poble, en els temps moderns, les seves danses airoses i l'ideal de la dansa encarnat en la sardana. I el gran músic Pau Casals, l'any 1968, acabava el seu Missatge amb unes frases lapidàries: Musicalment la sardana constitueix (...) un dels patrimonis més importants de la nostra cultura. Una sardana ballada en una plaça de qualsevol poble és un homenatge vivent de Catalunya a un dels seus compositors.
Per no fer la llista exhaustiva, podríem citar el de Josep Carner, Víctor Català, o el bisbe Pere Casaldàliga, des de la selva amazònica, entre la quarantena llarga de Missatges donats a conèixer fins avui.